# Selaginella lepidophylla
Selaginella lepidophylla je druh plavuně vranečku, pocházející ze suchých oblastí Texasu a Mexika. Přestože je původem z amerického kontinentu, konkrétně z oblasti Čivavské pouště, bývá někdy označována jako „růže z Jericha“. „Pravá“ růže z Jericha je ošem vzhledově poněkud podobná rostlina z čeledi brukvovité – choulivka jerišská (Anastatica hierochuntica), která je původně z Blízkého východu.
Rostlina v těchto nehostinných oblastech přežívá velmi ojedinělým způsobem. Když vyschne, stočí se větévky její listové růžice do pevného a přitom lehkého klubíčka. Pokud se rostlina dostane k vlhkosti, během krátké doby se béžově šedivé klubíčko opět rozvine do růžice která je uvnitř zelená, a začne po dobu, kdy je ve vlhku, provádět fotosyntézu a růst. Odtud je její název „květina vzkříšení“. Rostlina tak nabere síly na další suché období.

Časosběrný záběr otevírání růžice po zalití. Doba zachycená na záběru je 3 hodiny, interval mezi snímky je 5 minut.
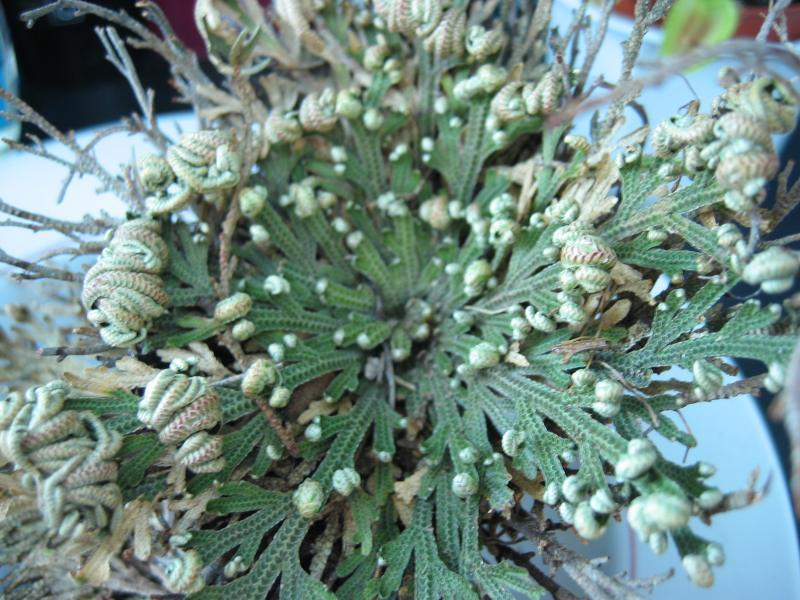
Rostlina v živoucím, fotosyntetizujícím stavu